# Reichersbeuern
Reichersbeuern est une commune d'Allemagne de Haute-Bavière faisant partie de l'arrondissement de Bad Tölz-Wolfratshausen. Elle est le siège du regroupement de trois villages, Reichersbeuern avec 2 225 habitants, Greiling avec 1 400 habitants et Sachsenkam avec 1 128 habitants

## Monuments

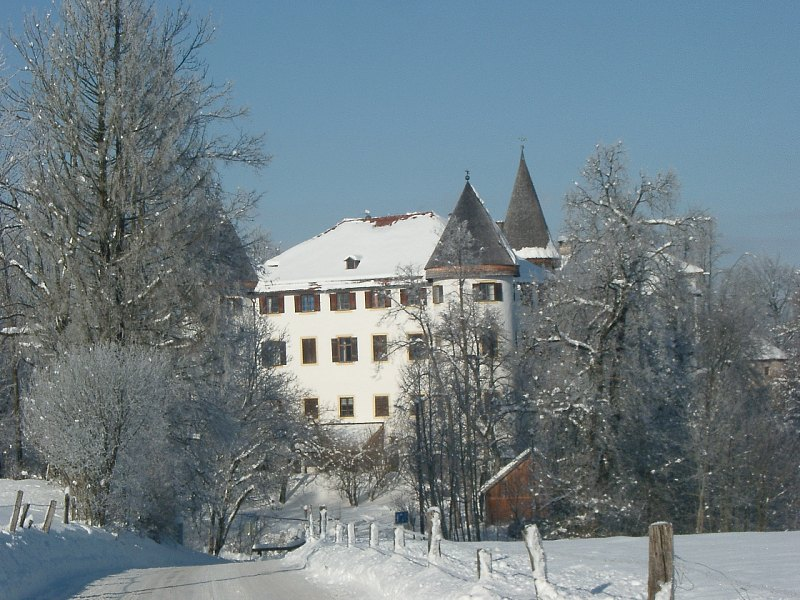
Vue du château de Reichersbeuern en hiver

- Église paroissiale Saint-Corbinien
- Château de Reichersbeuern

## Personnalités
- Balthasar Trischberger (1721-1777) architecte baroque